# 氯法齊明
氯法齊明，又稱氯苯吩嗪，是一種抗分枝桿菌藥物，常與利福平和達普頌一起使用以治療痲瘋病。此藥物特別針對多菌型痲瘋以及其所引起的痲瘋性結節紅斑症狀，經由口服給藥。氯法齊明治療痲瘋的機理在於其抗菌以及消炎作用。前者通過抑制DNA複製和干擾ATP合成等機制而達到，後者則通過抑制T淋巴球減輕炎性反應而達到舒緩結節紅斑症狀的效果。
常見的副作用包括腸胃不適以及皮膚變色（著色一般只維持數個月），嚴重者則可能發生小腸梗阻。若發現因用藥而導致腹痛或嘔吐等副作用，或需要減低劑量甚至停止用藥。對懷孕的影響不明。
氯法齊明在1950年代由都柏林聖三一大學發現，1986年起被允許在美國作為醫療用途使用。本藥物列名於世界衛生組織基本藥物標準清單之中，為基礎公衛體系必備藥物之一。

## 醫療用途
治療痲瘋是氯法齊明現時最主要的醫療用途，暫時仍未有其他的醫療用途被證實為安全或有效。此藥物亦適用於耐碸類藥物痲瘋桿菌菌株。
2020至2021年在人體細胞和生物模型中進行的研究，指出氯法齊明對SARS-CoV-2有著有效的抗病毒活動，或能用作相關治療用途。氯法齊明現正接受臨床試驗測試其對治療新冠病毒病患者的效果。

## 劑量
以Lamprene作為商品名的氯法齊明藥物是一顆啡色的明膠膠囊，每顆含有100mg的有效成分（亦有僅含50mg）。服用劑量一般根據醫師指示而定。

## 副作用

### 常見副作用
大約75%或以上接受氯法齊明藥物的病人的皮膚和體液會出現粉紅至啡黑色的色素沉著。這些色素沉著會隨時間而完全消失（約6-12個月）。40%-50%的人則出現各種腸胃不適的症狀。皮膚乾燥、皮疹等輕微反應個案亦有被報告。

### 罕見副作用
少於1%的人發展出抑鬱的症狀（和色素沉著有關連）以及小腸梗阻等可能致死的嚴重副作用。

## 化學性質
氯法齊明是一種具有高度親脂性的吩嗪類染料，其親脂性和它的生物作用有著一定關係。

因為其親脂性，氯法齊明主要會在脂肪組織以及單核吞噬細胞系統的細胞中堆積，結晶沉積物可在皮下脂肪、肝、膽等地方被發現。

### 合成
註：圖中氮原子的位置有錯
2-對氯苯胺基苯胺先在三氯化鐵的水溶液中被氧化而形成脫異丙基氯法齊明。脫異丙基氯法齊明之後再和異丙胺反應，亞胺部分中的氫原子被異丙基取代而生成氯法齊明。

## 作用機理

### 抑制DNA的複製 （抑菌）
氯法齊明有著廣效的抗微生物活性，但其效果對於分枝桿菌尤其有效。其抗菌活性由多個不同的抑菌機制和殺菌機制共同組成，一般相信因此細菌難以對它產生耐藥性。

氯法齊明的抑菌能力頗為顯著，它會和DNA上的鳥嘌呤鹼基結合，從而阻斷DNA的複製以抑制細菌增殖。

### 干擾ATP的合成 （殺菌）
氯法齊明對於增殖速度快的分枝桿菌有着較差的殺菌效果，但對於增殖速度慢的分枝桿菌（如導致痲瘋的痲瘋桿菌）則有着較好的殺菌能力（雖然效果依然緩慢）。

因為其高度親脂性，氯法齊明分子能有效穿過細菌的細胞膜，再與分枝桿菌的呼吸鏈發生相互作用（氯法齊明會與四烯甲萘醌競爭來自NADH的電子）而受到還原，隨後便被氧分子氧化，經由不斷的氧化還原循環而生成活性氧類。活性氧類會干擾ATP的合成，令細菌的ATP耗盡而終致細菌死亡。

### 抑制T淋巴球活性 （消炎）
氯法齊明通過抑制T淋巴球的Kv1.3鉀離子通道（電壓門控鉀離子通道的其中一種）來直接抑制T淋巴球的活化和增殖以降低整體炎性反應。同時氯法齊明亦能促使嗜中性球釋放活性氧類（能夠抑制T淋巴球增殖）從而間接地進一步促進消炎效果，這些機制共同緩解痲瘋性結節紅斑的症狀。

## 歷史
氯法齊明在1954年由都柏林聖三一大學的科學家所組成的團隊首次合成。原本被打算用作抗結核藥但被證實低效，直至1959年美國國家衛生院的研究者發現其對治療痲瘋的效用。1960年代經過在奈及利亞進行的臨床試驗後，瑞士藥廠諾華在1969年以Lamprene作為品牌名推出此藥物。

## 研究
2021年3月，香港大學聯同其他多所大學所組成的研究團隊發表研究，發現氯法齊明帶有廣效的抗冠狀病毒活性（包括SARS-CoV-2、SARS-CoV、MERS-CoV），在人體細胞模型以及動物活體模型中均顯示出能夠預防新冠病毒感染的作用。研究指出氯法齊明能抑制冠狀病毒的RNA複製以及自我複製，並阻止冠狀病毒通過刺突蛋白介導的膜融合過程進入人體細胞。團隊從所建立的金黃敘利亞倉鼠模型中，亦發現氯法齊明無論用作感染前或感染後的療程，都能顯著地減低在肺部和糞便中的病毒量以至肺部損傷，並能舒緩病毒感染所引起的炎性反應。香港大學正進行臨床試驗（配合干擾素β-1b作為療程）以測試其對治療新冠病毒病患者的臨床療效。
氯法齊明在人體中有著良好的耐受性，在達至200mg/天的劑量仍顯示出理想的安全性。因為其低生產成本（現時較標準用以治療新冠病毒病患者的藥物瑞德西韋每療程劑量的價格約3,120美元，而每片氯法齊明藥片（100mg）的價格只需1.43美元）以及可直接經口服給藥的方便性，對於治療新冠病毒病患者氯法齊明或是具吸引力的門診療程選擇。